# Niezgodność rzeczy z umową
Ten artykuł należy dopracować:

przedstawiono sytuację tylko z polskiej perspektywy – artykuł powinien być przekrojowy.
Pomóż go poprawić. Na stronie dyskusji mogą znajdywać się pomocne komentarze.
Niezgodność rzeczy z umową – instytucja prawna w polskim prawie normująca pojęcie wady fizycznej (a przez to i odpowiedzialność sprzedawcy za „wadliwość” rzeczy sprzedanej), wprowadzona do Kodeksu cywilnego ustawą z dnia 30 maja 2014 r. o prawach konsumenta (Dz.U. z 2024 r. poz. 1796).
Już wcześniej instytucja niezgodności rzeczy (towaru) z umową występowała w obrocie międzynarodowym, z racji ratyfikowania przez Polskę w 1995 r. Konwencji Narodów Zjednoczonych o umowach międzynarodowej sprzedaży towarów. Przez okres ponad 10 lat obowiązywała ona również w Polsce w obrocie konsumenckim na mocy ustawy z dnia 27 lipca 2002 r. o szczególnych warunkach sprzedaży konsumenckiej oraz o zmianie Kodeksu cywilnego (Dz.U. z 2002 r. nr 141, poz. 1176, z późn. zm.) (jej art. 4 ust. 2 i 3), stanowiąca implementację nieobowiązującej już dyrektywy nr 1999/44/WE. Obecnie, tj. od 25 grudnia 2014 r., poza obustronnie profesjonalnym obrotem międzynarodowym, gdzie wciąż zastosowanie znajduje Konwencja Wiedeńska, niezgodność rzeczy z umową unormowana jest w art. 5561 Kodeksu cywilnego (jako definicja wady fizycznej w ramach postanowień o rękojmi za wady rzeczy sprzedanej), znajdując dzisiaj zastosowanie zarówno w krajowym obrocie powszechnym, obustronnie profesjonalnym oraz jednostronnie profesjonalnym (w tym i konsumenckim).
Zgodnie z art. 5561 § 1 Kodeksu cywilnego rzecz sprzedana jest niezgodna z umową, w szczególności gdy:
1. nie ma właściwości, które rzecz tego rodzaju powinna mieć ze względu na cel w umowie oznaczony albo wynikający z okoliczności lub przeznaczenia (np. przemakalność kurtki, która według opisu dołączonego do rzeczy miała być nieprzemakalna);
2. nie ma właściwości, o których istnieniu sprzedawca zapewnił kupującego, w tym przedstawiając próbkę lub wzór (np. brak właściwości leczniczych produktu, o których zapewniał kupującego sprzedawca);
3. nie nadaje się do celu, o którym kupujący poinformował sprzedawcę przy zawarciu umowy, a sprzedawca nie zgłosił zastrzeżenia co do takiego jej przeznaczenia (np. brak wodoodporności rzeczy na określonej głębokości wbrew określeniu takiego przeznaczenia rzeczy przez kupującego przy zawieraniu umowy i nie wyprowadzeniu go z błędu przez sprzedawcę);
4. została kupującemu wydana w stanie niezupełnym (np. brak niektórych części, brak oprogramowania, ewentualnie brak dokumentacji, odpowiednich certyfikatów, instrukcji itd.)[1].

Ponadto, przed 1 stycznia 2023 r. ilekroć kupującym był konsument, rzecz była niezgodna z umową, gdy nie miała właściwości, które wynikają z publicznych zapewnień producenta, tego kto się za producenta podawał (tzw. quasi-producenta), importera i dystrybutora towaru oraz ich przedstawicieli. By nie być związany takim zapewnieniem – poza wykazaniem uzasadnionego braku wiedzy o nich po stronie sprzedawcy oraz braku wpływu zapewnienia na fakt podjęcia przez kupującego decyzji o zakupie, co w praktyce wydaje się niezmiernie trudne do udowodnienia – sprzedawca lub ten, kto dane zapewnienie złożył, mógł sprostować jego treść przed zawarciem umowy. Kodeks cywilny nie dookreślił jednak – wbrew zapisom dyrektywy nr 1999/44/WE, że właściwości te nie mają wynikać wprost z treści zapewnień, ale z racjonalnych oczekiwań kupujących-konsumentów, które biorą się z takich zapewnień.
Przed 1 stycznia 2023 r. gdy kupującym był konsument, za niezgodność z umową (dokładnie wadę fizyczną, którą ona stanowi) uważano również nieprawidłowości w montażu i uruchomieniu rzeczy, jeśli montażu/uruchomienia dokonał sprzedawca bądź osoba, za którą ponosi on odpowiedzialność. Takie nieprawidłowości stanowiły wadę fizyczną również wtedy, gdy montażu/uruchomienia dokonał sam konsument, lub nawet inna osoba, pod warunkiem jednak, że działał on w zgodzie z treścią instrukcji otrzymanej przy sprzedaży oraz że rzecz była przeznaczona – a przynajmniej nie było oczywiste, że nie jest ona przeznaczona – do amatorskiego montażu. Sprzedawca odpowiadał tutaj za błędy w instrukcji, jej niejasność, sporządzenie jej w innym języku niż polski oraz za jej całkowity brak, jeśli tylko była ona niezbędna do prawidłowego montażu/uruchomienia zakupionej rzeczy. Odpowiedzialność ta dotyczyła zarówno instrukcji montażu, jak i instrukcji obsługi. Nie było natomiast do końca jasne, czy instrukcja musiała pochodzić tu od samego sprzedawcy (znajdować się w opakowaniu rzeczy), czy mogła być również pobrana np. ze strony www jej producenta lub importera. Szczególny przypadek zachodził wówczas, gdy z powodu braku instrukcji kupujący-konsument źle zamontował/uruchomił nabytą przez siebie rzecz.
Przed 25 grudnia 2014 r. istniało domniemanie zgodności towaru konsumpcyjnego z umową, które było wzruszalne, i kupujący mimo zaistnienia przesłanek przewidzianych w tym domniemaniu, mógł wykazywać, że towar, który otrzymał, był z jakichś uzasadnionych przyczyn niezgodny z umową. Obecnie, choć nie jest to w pełni zgodne z brzmieniem i motywem 8 dyrektywy nr 1999/44/WE, zrezygnowano z konstrukcji domniemania, wprowadzając w jej miejsce w art. 5561 § 1 Kodeksu cywilnego niewyczerpującą (przykładową) definicję niezgodności rzeczy z umową.
Z uwagi na tę i inne znaczne rozbieżności między przepisami Kodeksu cywilnego, normującymi niezgodność rzeczy z umową, a postanowieniami dyrektywy nr 1999/44/WE (jak pominięcie w art. 556 zwrotów takich jak: „racjonalne oczekiwania”, „cel szczególny” itp.), zachodzą na ich tle poważne trudności interpretacyjne. Przeprowadzenie mogącej je skorygować wykładni prounijnej może niejednokrotnie okazać się niewykonalne, jeśli nie nawet sprzeczne z prawem (być contra legem). Istnieje tu także ryzyko konieczności odmiennego interpretowania jednobrzmiących przepisów w zależności od tego, z jakim obrotem mamy do czynienia: czy konsumencki (wtedy trzeba je interpretować w zgodzie z postanowieniami dyrektywy), czy obustronnie profesjonalnym lub powszechnym (wtedy takiego obowiązku nie ma i można je interpretować zgodnie z polskim ius interpretandi, tj. tak jak interpretuje się inne nieimplementujące prawa unijnego przepisy polskiego prawa cywilnego).
Do szczególnych (wyraźnie nieuregulowanych w Kodeksie cywilnym) przypadków niezgodności rzeczy z umową należą:
1. Tzw. aliud – wydanie rzeczy zupełnie innej od tej, na jaką się umówiono.
2. Niedołączenie do rzeczy niezbędnych dokumentów, zwłaszcza instrukcji montażu i obsługi, certyfikatów bezpieczeństwa itp. – o ile nie uzna się takiego stanu za przypadek niekomletności rzeczy
3. Braki ilościowe – dostarczenie mniejszej ilości rzeczy aniżeli zamówiona[7].

Niezgodność rzeczy z umową, z racji jej niewyczerpującego charakteru, nie jest instytucją korzystną dla sprzedawców, bo kupujący może wskazywać również na inne jeszcze – bliżej w Kodeksie cywilnym niesprecyzowane – jej powody.
Poza odpowiedzialnością z tytułu niezgodności z umową sprzedawca może też odpowiadać wobec kupującego za nienależytą jakość rzeczy sprzedanej na tzw. zasadach ogólnych, tj. z tytułu niewykonania bądź nienależytego wykonania zobowiązania.
Gdy kupującym jest konsument a sprzedawca profesjonalistą, to po otrzymaniu od niego zawiadomienia o niezgodności rzeczy z umową ma on 14 dni na ustosunkowanie się do zawartego w nim żądania pod rygorem uznania, iż zaakceptował on żądanie konsumenta.
W stanie prawnym przed 25 grudnia 2014 r. – zbliżona do niezgodności rzeczy z umową – instytucja niezgodności towaru konsumpcyjnego z umową była często krytykowana. Między innymi zarzucano jej ogólnikowość i niezrozumiałość składających się na nią terminów, zerwanie z tradycyjnym, „kodeksowym”, pojęciem wady fizycznej i prawnej, lakoniczne uregulowanie kwestii gwarancji konsumenckiej czy umiejscowienie jej poza Kodeksem cywilnym. Z drugiej jednak strony wskazywało się również na to, że była ona instytucją nowoczesną, wyznaczającą kierunek zmian, które były niezbędne w dotychczasowym polskim prawie prywatnym.
Obecna regulacja krytykowana jest głównie z uwagi na obniżenie w Polsce poziomu ochrony konsumenta w porównaniu ze stanem sprzed 25 grudnia 2014 r. Ponadto budzi ona wątpliwości pod względem jej zgodności z prawem Unii Europejskiej, tj. postanowieniami dyrektywy nr 1999/44/WE. Od 1 stycznia 2023 r. w stosunku do konsumentów, który zakupili towar w rozumieniu ustawy o prawach konsumenta (tj. rzecz ruchomą, wodę, gaz, energię elektryczną sprzedawaną w ograniczonej objętości lub ilości), nie stosuje się instytucję niezgodności rzeczy z umową, lecz podobną instytucję niezgodności towaru z umową.